# 萨姆·克罗斯
萨姆·克罗斯（英語：Sam Cross，1992年8月26日—），威尔士男子橄榄球运动员。他曾代表英国七人制国家队参加2016年夏季奥林匹克运动会七人制橄榄球比赛，获得一枚银牌。